# Ich der Kater

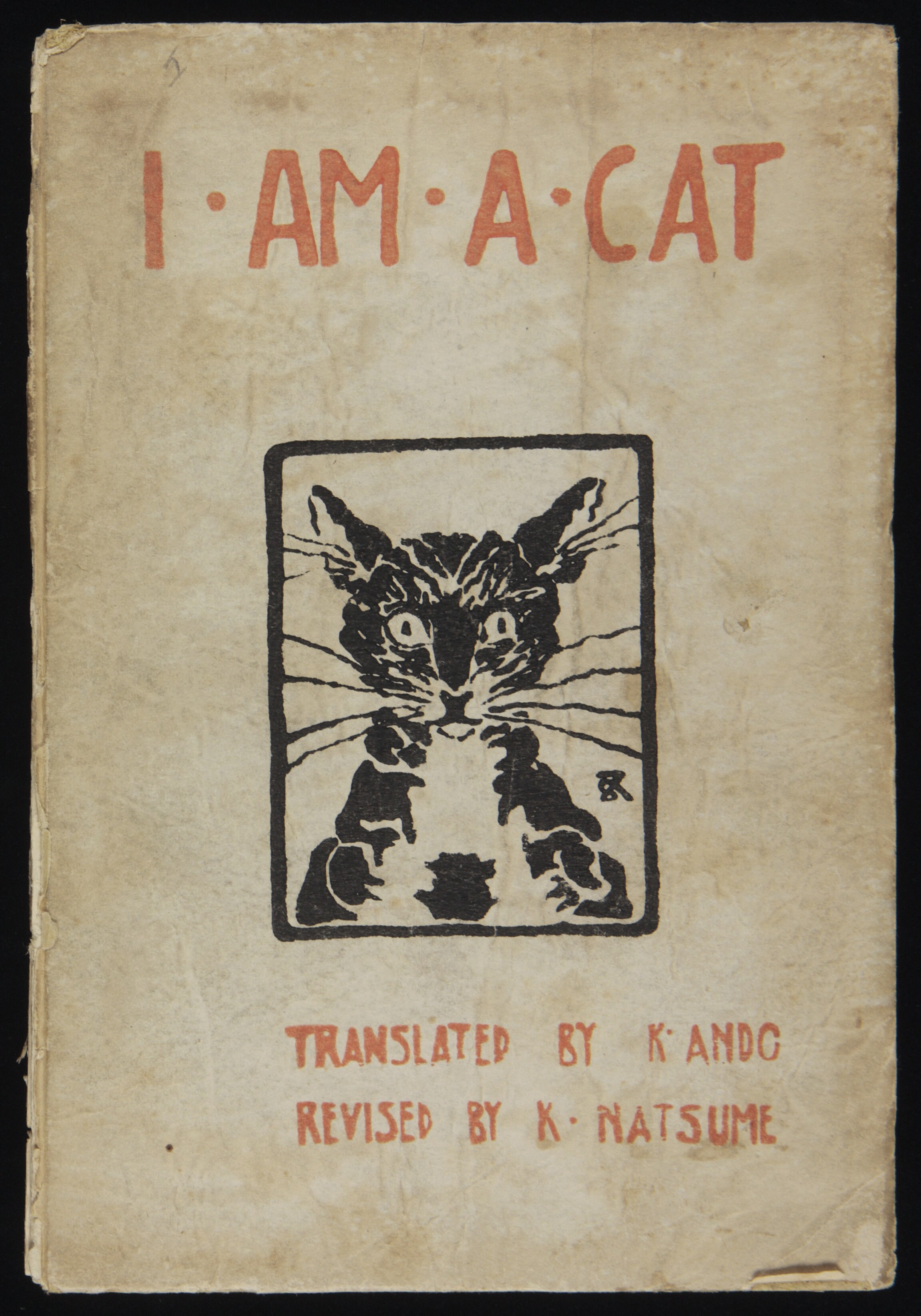
Cover der engl. Übersetzung von 1906

Ich der Kater (jap. 吾輩は猫である, Wagahai wa neko de aru) ist ein von Natsume Sōseki verfasster satirischer Roman. Er wurde kapitelweise vom Januar 1905 bis August 1906 in der Zeitschrift Hototogisu veröffentlicht.
Das Werk wurde mehrfach adaptiert: 1936 als Kinofilm von Kajirō Yamamoto, 1958 als fünfteilige Fernsehserie, 1963 als Fernsehfilm und als Episode einer Literaturverfilmungsreihe für Kinder, 1975 als Kinofilm von Kon Ichikawa und Fernsehfilm.

## Überblick
Hauptfigur und Erzähler in Sōsekis Erstlingswerk ist ein namenloser Kater, der kurz nach seiner Geburt im Haushalt des Englischprofessors Rarus Schneutz Unterkunft findet. Dort beschreibt er in beißend satirischem Ton das Leben und die Eskapaden seines „Besitzers“, dessen Hausangestellten und Studenten.
Die charakteristischen Eröffnungssätze des Romans genießen noch heute einen ausgesprochen hohen Wiedererkennungswert und werden im Japanischen häufig zitiert und parodiert:

「吾輩は猫である。名前はまだ無い。」

„Gestatten, ich bin ein Kater! Unbenamst bislang.“

## Hintergrund
Der Roman Sōsekis entstand auf Empfehlung von Takahama Kyoshi, welcher ebenfalls in der Haiku-Zeitschrift Hototogisu veröffentlichte, um die zu jener Zeit wachsende Nachfrage nach längerer Prosa zu befriedigen. So erschien im Januar 1905 das erste Kapitel von Ich, der Kater, welches als in sich geschlossene Kurzgeschichte konzipiert war. (Da Takahama nur beim Schreiben dieses Kapitels beteiligt war, lässt sich ein stilistischer Unterschied zum Rest des Buches feststellen.)
Aufgrund der hohen Beliebtheit der Geschichte verfasste und veröffentlichte Sōseki auf Anraten Takahamas bis zum August 1906 zehn weitere Kapitel, die der Beliebtheit der Zeitschrift zu einem bemerkenswerten Anstieg verhalfen und Hototogisu von einer einfachen Haiku-Veröffentlichung zu einem einflussreichen Kulturmagazin machten.
Die Figur des Katers, tierischer Protagonist und Erzähler des Romans, basiert auf einem echten herrenlosen Kater, den der 37-jährige Sōseki in seinen Haushalt aufnahm. Sōseki gewann das Tier so lieb, dass er bei dessen Tode am 13. September 1908 seine engsten Freunde über die traurige Begebenheit in Kenntnis setzte, und bald darauf eine Sammlung von Essays mit dem Namen „Das Grab eines Katers“ veröffentlichte.

## Der Kater
Ein namenloser, ehemals herrenloser Kater, welcher als Ich-Erzähler und Protagonist des Romans auftritt. Er beobachtet das Leben und Wirken seiner menschlichen Zeitgenossen mit unverhohlenem Hohn und amüsiert sich über deren bizarres, unerklärliches und nicht zuletzt höchst stupides Verhalten.
Im Verlauf der Erzählung stellen sich seine romantischen Empfindungen für die Katzendame Mikeko (dt. „Madame Schildpatt“) mehr und mehr in den Vordergrund.
Die überaus charakteristische Sprechweise und Persönlichkeit des Katers bildet dabei die Grundlage für die satirische Wirkung des Werkes: Trotz seiner unscheinbaren Natur ist er nicht nur jedem der Menschen an geistiger Schärfe überlegen, sondern verfügt auch über eine bemerkenswerte Bildung und zeigt sich in Themen wie Kunst, Literatur und Philosophie äußerst bewandert. Es ist ihm ein Leichtes, Menschen aufs Genaueste zu durchschauen.
Der widersprüchliche Reiz der Figur wird unterstrichen durch seinen ebenso auffälligen wie charakteristischen Sprachstil, welcher sich bereits im japanischen Titel des Romans (Wagahai wa neko de aru) zeigt: Die Selbstbezeichnung „Wagahai“ (吾輩) entspricht einem archaischen, erhabenen Ich mit leicht arrogantem Unterton, wie man es etwa von einem Menschen hohen gesellschaftlichen Ansehens erwarten würde. Die Rede des Katers ist im sogenannten da-dearu-Stil verfasst, der diese Nuance um ein Weiteres unterstreicht. Der überaus hochklassige Wortschatz des Erzählers sowie die unverhohlene Abschätzigkeit, mit der er den Intellekt seiner menschlichen Mitbewohner kommentiert, vervollständigen ein bombastisches wie erhabenes Selbstbild, welches im amüsanten Kontrast zu der physischen Natur der Hauptfigur steht.

## Weitere Charaktere
Um die sprechenden Namen der Akteure in der deutschen Fassung inhaltsgetreu wiederzugeben, entschließt sich Übersetzer Otto Putz, die ursprünglichen Namen ins Deutsche zu übertragen oder Namen zu schaffen, die dem Inhalt ihrer japanischen Pendants möglichst nahekommen.
- Madame Schildpatt (三毛子, Mikeko):
Eine Katzendame, die dem Haushalt einer Koto-Lehrerin angehört. Sie ist die Nachbarin des Erzählers und nennt diesen ehrerbietig „Professor“, ohne dessen Gefühle zu erwidern.
- Kater Schwarz (車屋の黒, Kurumaya no Kuro):
Ein ebenso großer wie grobschlächtiger pechschwarzer Kater. Er ist großspurig, gewalttätig und kaum fähig, einen korrekten Satz zu bilden. Die deutsche Übersetzung gibt den grob-vulgären Sprachstil von Schwarz als Gossensprache in Berliner Dialekt wieder.
- Rarus Schneutz (珍野苦沙弥, Kushami Chinno):
Der „Besitzer“ des tierischen Erzählers, Haushaltsvorstand und Gymnasialprofessor der englischen Sprache. Er ist verheiratet und hat drei Töchter. Die Figur des dyspeptischen, neurotischen und exzentrischen Schneutz basiert auf Autor Sōseki selbst.
- Professor Wirrhaus (迷亭, Meitei):
Ein Ästhetiker und Bonvivant, der großen Spaß daran findet, leichtgläubige Mitmenschen durch Streiche und abstruse Geschichten zu foppen. (Natsume Soseki selbst dementierte Behauptungen, welchen zufolge die Figur auf dem Ästhetiker Yasuji Otsuka basieren sollte. Den späteren Schriften von Sōsekis Gattin zufolge lässt sich vermuten, dass Wirrhaus vielmehr die Personifizierung der schelmischen Seite des Autors selbst ist.)

## Aktuelle Ausgabe
- Natsume Sōseki: Ich der Kater. Insel Verlag, Frankfurt 2001, ISBN 3-458-34467-5.